# 알바세테 발롬피에
알바세테 발롬피에(스페인어: Albacete Balompié, S.A.D.)는 스페인 카스티야라만차 지방의 도시인 알바세테를 연고로 하는 축구 클럽이다. 이 클럽은 1940년 8월 2일에 창단되었으며 현재는 세군다 디비시온에 참가하고 있다.

## 성적
- 세군다 디비시온 승격: 1984–85, 1989–90
- 프리메라리가 승격: 1990–91, 2002–03

## 선수 명단

### 현역
참고: FIFA 자격 규정에 따라 소속된 국가대표팀 국기를 표시합니다. 선수는 복수의 FIFA 비회원국 국적을 가지고 있을 수 있습니다.
| 번호 | 포지션 | 국적   | 이름          |
| ---- | ------ | ------ | ------------- |
| 7    | FW     |        | 후안마        |
| 15   | FW     | 모로코 | 나빌 투아이지 |

| 번호 | 포지션 | 국적 | 이름 |
| ---- | ------ | ---- | ---- |

## 역대 감독
| 감독                       | 임기        |
| -------------------------- | ----------- |
| 베니토 플로로              | 1989 ~ 1992 |
| 루이스 수아레스 미라몬테스 | 1994        |
| 베니토 플로로              | 1994 ~ 1996 |